# علي عبد ربه المرادي
ولد علي عـبد ربه ضيف الله القاضي بحيبح المرادي في ليلة 16 رمضان سنة 1366 هـ الموافق 4 اغسطس 1947م في وادى العرض - في منطقة الجوبه قبيلة مراد محافظة مأرب.
تلقى تعليمة الأول في المعلامة بمديرية الجوبة على يد مدرسي القران الكريم أبان الحكم الامامي قبل ثورة ال 26 من سبتمبر 1962م. انتقل بعد قيام الثورة إلى صنعاء وذمار والجوف مشاركا في الأحداث والمواقف بعد الثورة وواجهته العديد من المصاعب والتحديات في بداية حياته النضالية والوطنية. كان له دور بعد ثورة سبتمبر مع المشايخ والقيادات من قبيلة مراد وحصل على رتبة ضابط بقرار من مجلس قيادة الثورة مع مجموعة من الثوار والمناضلين وذلك تقدير لجهوده ودورة النضالي والثوري.
- عضو  مجلس النواب  - رئيس الكتلة البرلمانية للمستقلين. - نائب رئيس مجلس التضامن الوطـني . - عضو المجلس الوطـني لقوي الثورة. - عميـد في القوات المسلحة. - حاصل على درجة الماجستير في العلوم العسكرية من القيادة والأركان بتقدير امتياز في عام 1992م.
حياته العملية والمناصب التي عمل فيها:
- شارك في حرب صعده في العام 67م/1968م مع الجيش الجمهوري ضد القوي الملكية بقيادة العميد / مجاهد أبو شوارب وكان له دور فعال في الجبهة العسكرية لدحر الملكيين وعند عودته صنعاء تم ترقيته لجهوده البطولية إلى رتبة مقدم مع عدد من زملائه الضباط. انخرط في العام 1968م في الفكر الناصري المشروع القومي العربي بقيادة الزعيم الراحل جمال عبد الناصر مع نخبة من الضباط وقيادات الدولة آنذاك. درس في المركز الحربي العسكري في تعز عام 1969م. تم ترقيته إلى رتبة عقيد. تولى قائد قطاع البقع العسكري في العام 1970م. تولى أركان حرب محور عبس حجة آنذاك 1972م. تولى قائد كتيبة مراد بالقيادة العامة بصنعاء 1973م. تم تعيينه عضو اللجنة العليا للتصحيح في عهد الرئيس الراحل إبراهيم محمد الحمدي في العام 1975م. تم تعيينه من الرئيس الراحل إبراهيم الحمدي رئيس مجلس التنسيق في م/مارب (لجان التصحيح والتعاونيات) في العام 1976م. تم تكليفه من مجلس القيادة بالإشراف على العديد من المشاريع والطرقات في محافظة مأرب في مرحلة التعاونيات التي قادتها حركة التصحيح 13 يونيو. كان من أبرز القيادات العسكرية والناصرية التي خططت وقادت انقلاب الناصريين 1978م. تم تعيينه عضو لجنة الحوار الوطني بعد فشل الانقلاب لصياغة ميثاق وطني وتأسيس الموتمر الشعبي العام. تم سجنة من قبل النظام في عام 1979م لمدة سنة بدار البشائر بتهمة مشاركته في الانقلاب الناصري وتأليفة كتاب «مشروع السلطة المحلية» وعلاقته بالزعيم القذافي وحكم عليه بالإعدام ولكنة هرب من السجن بالقوة وخرج إلى مسقط راسة قبيلة مراد. عضو قيادي مؤسس في التنظيم الناصري وضل عضواً في اللجنة المركزية للتنظيم من 1975م حتي العام 1990م. تولي قيادة لواء محافظة حجة من عام 1987م حتي العام 93م. كان عضواً في اللجان العسكرية التي تم تشكليها لحل الأزمة قبل حرب صيف 94م. تم انتخابه عضواً في مجلس النواب بصفة مستقل في انتخابات 2003م وحصل على أغلبية ساحقة في الأصوات (25400 صوت). رئيس الكتلة البرلمانية للمستقلين. تم انتخابه نائب رئيس مجلس التضامن الوطني 2008م. تم تعيينه رئيس اللجنة الإشرافية الوطنية لوقف إطلاق النار بعد الحرب السادسة في سفيان – الجوف فبراير 2010م. تم اختياره من قبل اللقاء المشترك وشركائه وقوى الثورة رئيس اللجنة التحضيرية لأعداد وتشكيل المجلس الوطني يوليو 2011م.

## الأوسمة والنياشين
- وسام الواجب بتاريخ 1972م.
- وسام الثورة الصينية من الدرجة الثانية العام 1976م ضمن وفد رسمي يمني.
- وسام الشجاعة من وزارة الدفاع 1988م
- وسام الوحدة بقرار جمهوري في العام 1992م.
- وسام ثوره الفاتح من سبتمبر الليبية في العام 2005م
- وسام النضال من أجل الوحدة العربية من الجماهيرية الليبية العام 1983م قلده عضو مجلس قيادة الثورة الليبية الرائد عبد السلام جلود..

## مؤلفاته ومشاركاته
شارك في المؤتمرات الناصرية التي كانت سرية والمنعقدة في الحديدة 1975م والمؤتمر العام السادس للناصريين في الاحكوم- تعز1979 واحتضن في منزله الكائن بمنطقة الجوبة – مـراد- مأرب المؤتمر العام السابع في عام1983 في ظل ظروف عصيبة كان يعيشها الناصريين بعد اغتيال الصف الأول بقيادة الرئيس الشهيد /إبراهيم الحمدي وإعدام الصف الثاني بقيادة الأمين العام الشهيد القائد/ عيسى محمد سيف. - صاحب كتاب مشروع السلطة المحلية وقدمه للدولة بعد فشل الانقلاب الناصري في عام 79م وكان أحد أسباب اعتقاله في نفس العام إضافة إلى كونه من قيادات الانقلاب الناصري وحكم علية بالإعدام ولكنة خرج من السجن بالقوة وخرج إلى مسقط رأسه قبيلة مــــــراد. - رائد الحركة التعليمية والتنويرية والتنموية في محافظة مأرب . - صاحب مشروع بحث عسكري إنشاء جيوش عربية للردع وإنشاء شرطة محلية قدمه في عام 1982م. - قدم مشروع وحدوي إلى الرئيس /علي عبد الله صالح ونائب الرئيس/علي سالم البيض بعد قيام الوحدة المباركة عام 1990م بأسبوع واحد يتضمن مشروعة الوحدوي دمج حزب الموتمر الشعبي العام والحزب الاشتراكي اليمني في حزب واحد أسمه حزب الوحدة اليمنية وان تكون أيدلوجيته الوحدة اليمنية نواة الوحدة العربية حتي يكون هذا الحزب الوحدوي صمام أمان للوحدة المباركة . ولم يقبله الرئيس ونائبه وقدم كلا منهم أسفه وندمه بعد حرب صيف 94م على عدم أخذ المشروع بعين الاعتبار. - قدم كتاب يتضمن رؤية وطنية إلى مجلس النواب لحل مشاكل الثار بعنوان (مشروع إصلاح ذات البين)في عام 2007م. - قدم مشروع إلى مجلس النواب بشان تشكيل مؤتمر عام وطني للحوار في عام 2008م بعد توسع الحراك الجنوبي وقضية صعده وكان الشخصية الوطنية الأولى التي نادت إلى حوار يضم كل أطياف القوى السياسية في الداخل والخارج ولكن رفضه الرئيس شخصياً ووقف المشروع في المجلس حتي لايتم مناقشته. - له العديد من المقترحات والمشاريع الوطنية النابعة من وطنيته الفذة ومنها في مجال الزراعة والتعليم والسلطة المحلية والحدود اليمنية والخ... - قام بحل الكثير من المشاكل القبلية المستعصية بسبب الثار والحدود والأراضي . - له الكثيرمن المقابلات الصحفية في صحف محلية وخارجية ومقابلات في عدد من الفضائيات المحلية والخارجية. - شارك في كثير من الوفود الخارجية والداخلية منذ عام 1976م وشارك أيضاً في العديد من المؤتمرات والندوات داخلياً وخارجياً. - لديه علاقات واسعة بالزعامات العربية والقيادات القومية في إنحاء الوطن العربي. - من ابرز القيادات الوطنية المعارضة المعروفة ضد النظام منذ تولي النظام السلطة من عام 1978م وكانت ولا زالت له مواقف وطنية واضحة وصادقة وكان مختلفاً علي عبد الله صالح طيلة حكم صالح . - محاضرا في المجالات التالية: السلطة المحلية، القضايا الاجتماعية والأعراف القبلية، الثورة الناصرية والوحدة العربية.